# سونيا مكمان
سونيا مكمان (بالإنجليزية: Sonia McMahon)‏ هي نجمة اجتماعية أسترالية، ولدت في 1 أغسطس 1932 في Strathfield, New South Wales ‏ في أستراليا، وتوفيت في 2 أبريل 2010 في Darlinghurst ‏ في أستراليا بسبب سرطان.